# Paul Baerwald
Paul Baerwald (* 27. September 1871 in Frankfurt am Main; † 2. Juli 1961 in New York City) war ein deutsch-jüdischer Investmentbanker, der 1914 das American Jewish Joint Distribution Committee (JDC) mitbegründete und lange Jahre auch leitete. Die 1958 mit Unterstützung des JDC an der Hebräischen Universität Jerusalem zur Ausbildung von Sozialarbeitern gegründete Paul Baerwald School of Social Work and Social Welfare ist nach ihm benannt.

## Leben
Paul Baerwalds Vater, Hermann Baerwald, war 31 Jahre lang Direktor des jüdischen Philanthropins in Frankfurt. Sein Sohn Paul Baerwald verließ Deutschland mit 19 Jahren, um bei der Investmentgesellschaft Speyer & Brothers in London einzusteigen. 1895 wurde er nach New York City geschickt, wo er 1907 Partner bei Lazard Freres wurde. Von diesem Engagement zog er sich 1930 zurück, um sich ganz seiner philanthropischen Arbeit zu widmen.
1909 heiratete Paul Baerwald in New York Edith Jacobi (* 1878 in San Francisco – † 8. August 1965 in Neptune New Jersey). Elisabeth Jacobis Eltern waren beide deutschstämmig. Die Familie der Mutter, die Brandensteins, ließ sich in der Zeit des Kalifornischen Goldrausches als Hausierer in San Francisco nieder. Ihr Vater kam als Immigrant nach Amerika und ließ sich zusammen mit seinem Bruder in Kalifornien als Weinhändler nieder. Die beiden Brüder Jacobi gründeten in San Francisco ein erfolgreiches Weinhandelsunternehmen und heirateten beide Brandenstein-Schwestern.
Mit 12 Jahren kam Edith erstmals nach New York und blieb von da an der Ostküste eng verbunden. Sie besuchte hier die Schule und betätigte sich in der freiwilligen sozialen Arbeit. Besonders engagierte sie sich als Tanzlehrerin in den Siedlungshäusern der Lower East Side, wo sie Freundschaften mit jüdischen Frauen aus den sozial und wirtschaftlich benachteiligten Schichten schloss.
Während ihres gemeinsamen Lebens mit Paul Baerwald beteiligte sie sich aktiv an der Arbeit des JDC. Viele weitere jüdische und soziale Einrichtungen wurden von ihr mitbegründet oder aktiv unterstützt. Andrea Lieber würdigt Edith Jacobi Baerwald als jemand, die „die wichtige Rolle, die die Sozialarbeit bei der Verbesserung des Lebens armer und unterdrückter Juden und Nichtjuden in den Vereinigten Staaten und Europa“ spielte, erkannt hatte und durch persönliches Engagement Hilfe leistete.
Paul und Edith Baerwald hatten vier Kinder: einen Sohn, Herman, und die drei Töchter, Pauline Falk, Jane Aron und Florence Doubilet. Sie alle führten die soziale Tradition ihrer Eltern weiter. Pauline Falk war Präsidentin des Jewish Family Services und Gründerin der New Lincoln School in New York, einer Institution, die sich der fortschrittlichen Bildung verschrieben hatte.
1914 war Paul Baerwald an der Gründung des Joint Distribution Committee beteiligt, aus dem das American Jewish Joint Distribution Committee (JDC) hervorging Vorsitzender und in den ersten Jahren des JDC eine seiner wichtigsten Persönlichkeiten war Felix M. Warburg, dem Baerwald ein loyaler Unterstützer und Freund wurde. „Baerwand war eine ganz andere Person als Warburg, mit seiner warmherzigen und engagierten Persönlichkeit. Baerwald war ein ernsthafter, aber eher scheuer Mann. Baerwald neigte zur Vorsicht und zu zurückhaltenden Ansichten, wo Warburg innovativ war. Baerwald wünschte immer, das zu tun, was die Mächte als ‚richtig‘ ansahen; er hatte sicher den Mut, seine Überzeugungen zu vertreten – aber seine Überzeugungen […] stimmten normalerweise mit der zurückhaltendsten Interpretation einer Situation überein. Baerwald überzeugte eher im direkten persönlichen Kontakt, wo sein überwältigender Wunsch, Gutes zu tun, und seine grosse Ernsthaftigkeit hervortraten. Als ein Vorsitzender des JDC in den 1930er Jahren und nach Warburgs Tod war er gegenüber seinem Vorgänger eher eine blasse Figur.“
Baerwald hatte sich 1930 von seiner Tätigkeit bei Lazard Freres zurückgezogen und wirkte zunächst als Schatzmeister des JDC und ab 1932 dann als dessen Vorsitzender. Von 1945 bis zu seinem Tod war er Ehrenvorsitzender der Organisation. Zusätzlich zu seiner Arbeit für das JDC war Baerwald während des Zweiten Weltkriegs im Beratenden Ausschuss für politische Flüchtlinge von Präsident Franklin D. Roosevelt tätig. Er war ein enger Freund des New Yorker Gouverneurs und Senators Herbert H. Lehman, mit dem er bei JDC-Projekten sowie bei anderen öffentlichen und philanthropischen Projekten zusammenarbeitete. Baerwald war Gründer und Schatzmeister der gemeinnützigen New York Foundation sowie Schatzmeister der Palestine Economic Corporation, der Wollman Foundation und des Solomon and Betty Loeb Memorial Home for Convalescents.
1949 gründete das JDC, basierend auf einem Konzept des aus Ungarn stammenden Philip Klein, Professor an der New York School of Social Work (der heutigen Columbia University School of Social Work), eine Schule in Versailles, in der Sozialarbeiter ausgebildet wurden, die Aufbauhilfe für die Juden in Europa, in Nordafrika und im Nahen Osten leisten sollten. Erster Direktor dieser nach Paul Baerwald benannten Schule wurde Heinrich Selver. Die Schule wurde 1954 vorübergehend geschlossen und 1958 als Paul Baerwald School of Social Work and Social Welfare an der Hebräischen Universität in Jerusalem neu gegründet.
Paul Baerwald starb am 2. Juli 1961 in New York.